# (13435) Rohret
(13435) Rohret est un astéroïde de la ceinture principale.

## Description
(13435) Rohret est un astéroïde de la ceinture principale. Il fut découvert le 4 novembre 1999 à Socorro (Nouveau-Mexique) par le projet LINEAR. Il présente une orbite caractérisée par un demi-grand axe de 2,30 UA, une excentricité de 0,16 et une inclinaison de 3,8° par rapport à l'écliptique.

## Compléments